# Banlieue d'Ambatondrazaka
Banlieue d'Ambatondrazaka est une commune urbaine malgache, extension d'Ambatondrazaka, située dans la partie centre de la région d'Alaotra-Mangoro.